# Hapoel Rishon LeZion
L'Hapoel Rishon LeZion (in ebraico הפועל ראשון לציון‎?) è una società calcistica israeliana con sede nella città di Rishon LeZion. Fondata nel 1940, dal 1994 al 2008 si è chiamata Hapoel Ironi Rishon LeZion.
Ha come migliore piazzamento della sua storia due finali della Coppa di Stato nel 1946 e 1996. Quest'ultimo risultato gli ha permesso di esordire nelle coppe europee, disputando il primo turno di Coppa delle Coppe 1996-1997, da cui venne subito eliminato per mano dei moldavi del Constructorul Chisinau.

## Organico

### Rosa 2019-2020
Aggiornata al 26 settembre 2019.
| N. |                    | Ruolo | Calciatore     |
| -- | ------------------ | ----- | -------------- |
| 1  | Israele (bandiera) | P     | Matan Ambar    |
| 2  | Israele (bandiera) | D     | Matan Peleg    |
| 3  | Israele (bandiera) | D     | Ahmad Shaaban  |
| 5  | Israele (bandiera) | D     | Akram Shreh    |
| 6  | Israele (bandiera) | C     | Vladimir Broun |
| 7  | Israele (bandiera) | C     | Anas Dabour    |
| 8  | Israele (bandiera) | C     | Dolev Balulu   |
| 9  | Israele (bandiera) | A     | Michael Maman  |
| 10 | Israele (bandiera) | A     | Gil Itzhak     |
| 11 | Israele (bandiera) | A     | Itamar Shviro  |
| 14 | Israele (bandiera) | C     | Avihu Azar     |
| 15 | Israele (bandiera) | D     | Ben Bachar     |
| 16 | Israele (bandiera) | C     | Yuval Haliva   |
| 17 | Israele (bandiera) | D     | Amit Moseri    |

| N. |                    | Ruolo | Calciatore        |
| -- | ------------------ | ----- | ----------------- |
| 19 | Israele (bandiera) | A     | Mohammed Kalibat  |
| 20 | Israele (bandiera) | D     | Zach Baleli       |
| 23 | Israele (bandiera) | C     | Yaniv Brik        |
| 25 | Israele (bandiera) | C     | Eden Dahan        |
| 26 | Israele (bandiera) | D     | Omri Luzon        |
| 31 | Israele (bandiera) | A     | Dor Malichi       |
| 34 | Israele (bandiera) | A     | Moulat Gabra      |
| 35 | Brasile (bandiera) | A     | Claudemir         |
| 55 | Israele (bandiera) | D     | Ilay Bachar       |
| 71 | Israele (bandiera) | C     | Daniel Trua       |
| 99 | Israele (bandiera) | P     | Omer Nir'on       |
|    | Israele (bandiera) | D     | Bar Balki         |
|    | Israele (bandiera) | A     | Dor Edri          |
|    | Israele (bandiera) | C     | Dan Eliyahu Bitan |

## Rose delle stagioni precedenti
- 2011-2012

## Palmarès

### Competizioni nazionali
- Coppa di Lega israeliana: 1

2012-2013
- Liga Leumit: 1

1993-1994

### Altri piazzamenti
- Coppa d'Israele:

Finalista: 1946, 1995-1996
Semifinalista: 2012-2013
- Coppa di Lega israeliana:

Semifinalista: 1999-2000
- Liga Leumit:

Secondo posto: 2010-2011
Terzo posto: 2017-2018